# Microterys degeneratus
Microterys degeneratus är en stekelart som beskrevs av Ishii 1928. Microterys degeneratus ingår i släktet Microterys och familjen sköldlussteklar. Inga underarter finns listade i Catalogue of Life.